# Anisogami

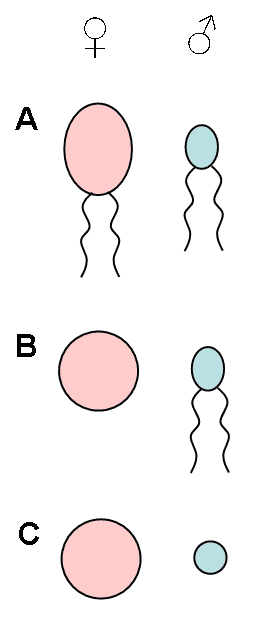
Olika former av anisogami: A) anisogami hos motila ("rörliga") celler, B) oogami (äggcell och spermie), C) anisogami hos icke-motila celler (äggceller och spermier)

Anisogami (även kallat heterogami, se nedan) är en form av sexuell reproduktion där gameterna är av olika storlekar. Den mindre gameten brukar betraktas som hangamet (spermie) och den större som hongamet (äggcell).
Det finns olika typer av anisogami. Båda gameterna kan till exempel ha flageller och därmed vara motila, eller tvärtom, alltså att ingen av gameterna har flageller. Denna situation förekommer till exempel hos vissa grönalger respektive hos rödalger.

## Oogami
Den typ av heterogami som förekommer i djur[var?] kallas oogami. I oogami befruktas en stora icke-motil äggceller av små motila spermieceller. Den större äggcellen är optimerad för att leva under relativt längre tid, medan de små spermiecellerna är optimerade för motilitet ("fri rörlighet") och hastighet. Äggcellens storlek, och dess resurser i lager av näring, gör den kapabel att producera feromoner som attraherar simmande spermieceller.
Alla landväxter (embryofyter) och närbesläktade grönalger, till exempel kransalgerna, har oogami.

## Heterogami
Heterogami, eller heterogameti, är en biologisk term för att en individ bildar olika typer av könsceller (gameter). Hos människan är mannen heterogametisk med avseende på könskromosomerna: hälften av spermierna innehåller en X-, hälften en Y-kromosom. Kvinna är homogametisk: alla äggen innehåller X-kromosomen.
Motsvarande gäller för de flesta skildkönade djur och växter, men hos exempelvis fåglar, fjärilar och olika smultronarter (bland annat parksmultronet) är det istället honan reprektive honplantan som är heterogametisk.
Heterogami inom botaniken betecknar även att de fungerande hanliga och honliga könscellerna är olika till sin ärftliga konstitution på ett bestämt sätt. Heterogamt är till exempel det vanliga nattljuset (Oenothera biennis): i både pollen och fröämnen bildas två typer av könsceller, som kan kallas A och B, men i pollenet är bara A- och i fröämnena bara B-könscellerna funktionsdugliga, och de ur fröna uppväxande plantorna har därför alla den ärftliga konstitutionen AB.
Hos andra arter uppnås samma slutresultat genom så kallad balanserad letalitet: båda typer av könsceller fungerar i både pollen och fröämnen, men embryon AA och BB dör på ett tidigt stadium, bara AB överlever.